# Serwer gry
Serwer gry (ang. game server) – program, zwykle uruchomiony na serwerze internetowym, umożliwiający graczom wspólną rozgrywkę w grach wieloosobowych. Serwer gry jest rodzajem serwera pośredniczącego, który odbiera informacje (np. o postępie gry) od wszystkich graczy i przesyła je do każdego z osobna.

## Tryby funkcjonowania serwerów gier
Rozróżniane są dwa tryby funkcjonowania serwerów gier:

### Serwer nasłuchujący
Serwer działający w tym samym procesie co klient gry, uruchamiany zwykle w warunkach domowych, niezapewniający odpowiedniej wydajności sieciowej do zapewnienia gry na dobrym poziomie dla wielu graczy jednocześnie. Wiąże się z koniecznością pozostawienia uruchomionego komputera PC administratora na czas gry. Ponadto uruchomienie serwera nasłuchującego przez administratora powoduje, że zyskuje on przewagę nad innymi graczami, ponieważ nie dotyczy go opóźnienie sieciowe, które odczuwają gracze połączeni do serwera z zewnątrz. Serwery gier w tym trybie uruchamiane są najczęściej do rozgrywek prowadzonych w sieci lokalnej.

### Serwer dedykowany
Serwer uruchamiany jako niezależny proces, do którego gracze łączą się z poziomu klientów gry. W tej formie serwer gry jest uruchomiony na serwerach internetowych, przystosowanych do obsługi wielu graczy, przy zastosowaniu odpowiedniej przepustowości łączy internetowych i zasobów sprzętowych. Pozwala minimalizować opóźnienia sieciowe i wykorzystywać serwery do gry w ligach oraz turniejach sieciowych. Serwery dedykowane są również najczęściej stosowane w domenie publicznej i utrzymywane przez niezależnych administratorów, którzy ponoszą koszta ich utrzymania, nie musząc uruchamiać klienta gry na swoim komputerze do zapewnienia gry.

## Przykłady serwerów gier
- Half-Life Dedicated Server (HLDS)[1] – serwer stworzony na silniku gry Half-Life. Umożliwia rozgrywkę w trybie wieloosobowym samej gry Half-Life, jak również modyfikacji i gier zależnych, takich jak Counter-Strike, Day of Defeat, Team Fortress, Deathmatch Classic i innych. Najpopularniejszy serwer gry[2].
- Source Dedicated Server[3] – serwer na silniku gry Half-Life 2 (Source). Umożliwia rozgrywkę w trybie wieloosobowym samej gry Half-Life 2 oraz w grach zależnych, jak Counter-Strike: Source, Team Fortress 2, Half-Life 2: Deathmatch, Garry’s Mod, Left 4 Dead czy Left 4 Dead 2.
- Quake 3 Dedicated server – serwer gry Quake III, jeden z najpopularniejszych serwerów gier[potrzebny przypis], wcześniejsze wersje gry z serii Quake również posiadały obsługę serwerów, zarówno w trybie „listen” i „dedicated”.
- Enemy Territory Dedicated Server – serwer gry Wolfenstein: Enemy Territory, jeden z najpopularniejszych sieciowych gier FPP w latach 2004–2006[4][5].

## Specyficzne formy serwerów gier
Serwerem gry jest również serwis Kurnik.pl, który funkcjonuje w oparciu o stronę internetową.

## Sprzedaż serwerów gier
Wraz z rozwojem sportu elektronicznego na rynku IT zaczęły pojawiać się firmy specjalizujące się w świadczeniu usług w postaci serwerów gier. Prekursorem hostingu serwerów gier w Polsce był serwis PifPaf.pl, który powstał w marcu 2003 roku (zakończył swoją działalność w październiku 2011 roku). Obecnie z firmami oferującymi serwery gier współpracują nie tylko gracze, ale także dystrybutorzy i producenci gier. Mimo degradacji „rynku” w Polsce w wyniku „wojny cenowej” w dalszym ciągu utrzymuje się wiele serwisów oferujących serwery do gier takich jak Counter-Strike 1.6, CS: Source, Enemy Territory, serii Call of Duty, Quake III Arena, a także Minecraft. Często są to firmy o szerszym profilu działalności, oferujące również serwery WWW oraz usługi serwerów wirtualnych i dedykowanych.